# Speicher Andresstraße 2

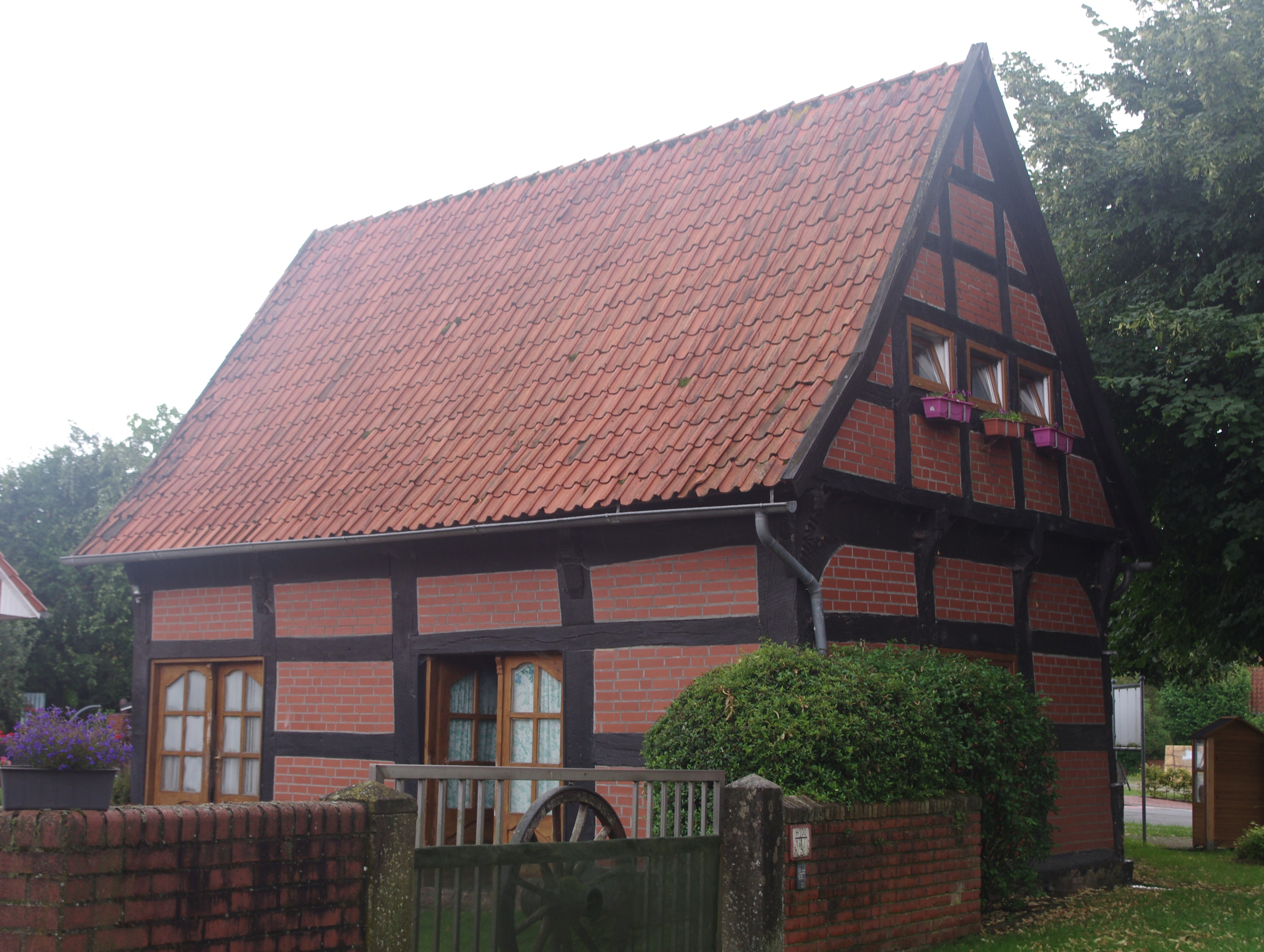
Speicher, Andresstr.2

Der Speicher Andresstraße 2 in Schweringen in der niedersächsischen Samtgemeinde Grafschaft Hoya stammt vom 18. Jahrhundert.
Aktuell (2023) wird er als Wohnhaus genutzt.
Das Gebäude steht unter Denkmalschutz (siehe auch Liste der Baudenkmale in Schweringen).

## Beschreibung
Das eingeschossige kleine giebelständige Gebäude in Fachwerk mit Steinausfachungen (ursprünglich Lehmstakung), vorkragendem Giebeldreieck und Satteldach wurde am Ende des 18. Jahrhunderts gebaut.
Das Landesdenkmalamt befand: „… geschichtliche Bedeutung … durch beispielhafte Ausprägung eines Speichers in zeittypischer Konstruktionsweise des 18. Jahrhunderts …“